# Sybrand Feitama
Sybrand Feitama, écrivain hollandais, né à Amsterdam le 10 décembre 1694, mort le 13 juin 1758.

## Biographie
Il donna d'abord au théâtre d'Amsterdam une tragédie et un drame allégorique : le Triomphe de la poésie et de la peinture, puis renonça à la composition pour se livrer à la traduction. 
Il a traduit avec succès plusieurs tragédies de Corneille, de Voltaire, de Crébillon, de Lamothe-Houdard, et a mis en vers hollandais le Tilimaque, 1733, et la Henriade, 1753. 
Son théâtre a été publié en 1735, 2 volumes in-4.